# Évora (district)
District Évora (IPA: [ˈɛvuɾɐ]) is een district van Portugal. Het beslaat 7.393 km² en is daarmee het twee na grootste district. Évora grenst in het noorden aan Portalegre, in het westen aan Santarém en Setúbal, in het zuiden aan Beja en in het oosten aan Spanje. Het aantal inwoners is 152.436 (2021). De hoofdstad van het district is de gelijknamige plaats Évora.
De grootste steencirkel van het Iberisch schiereiland is gelegen in Évora, de Cromeleque dos Almendres.
District Évora is onderverdeeld in 14 gemeenten:
- Alandroal
- Arraiolos
- Borba
- Estremoz
- Évora (hoofdstad)
- Montemor-o-Novo
- Mora
- Mourão
- Portel
- Redondo
- Reguengos de Monsaraz
- Vendas Novas
- Viana do Alentejo
- Vila Viçosa

## Demografische ontwikkeling
Aveiro · Beja · Braga · Bragança · Castelo Branco · Coimbra · Évora · Faro · Guarda · Leiria · Lissabon · Portalegre · Porto · Santarém · Setúbal · Viana do Castelo · Vila Real · Viseu

Autonome regio's van Portugal: Azoren · Madeira